# レメンス音楽院

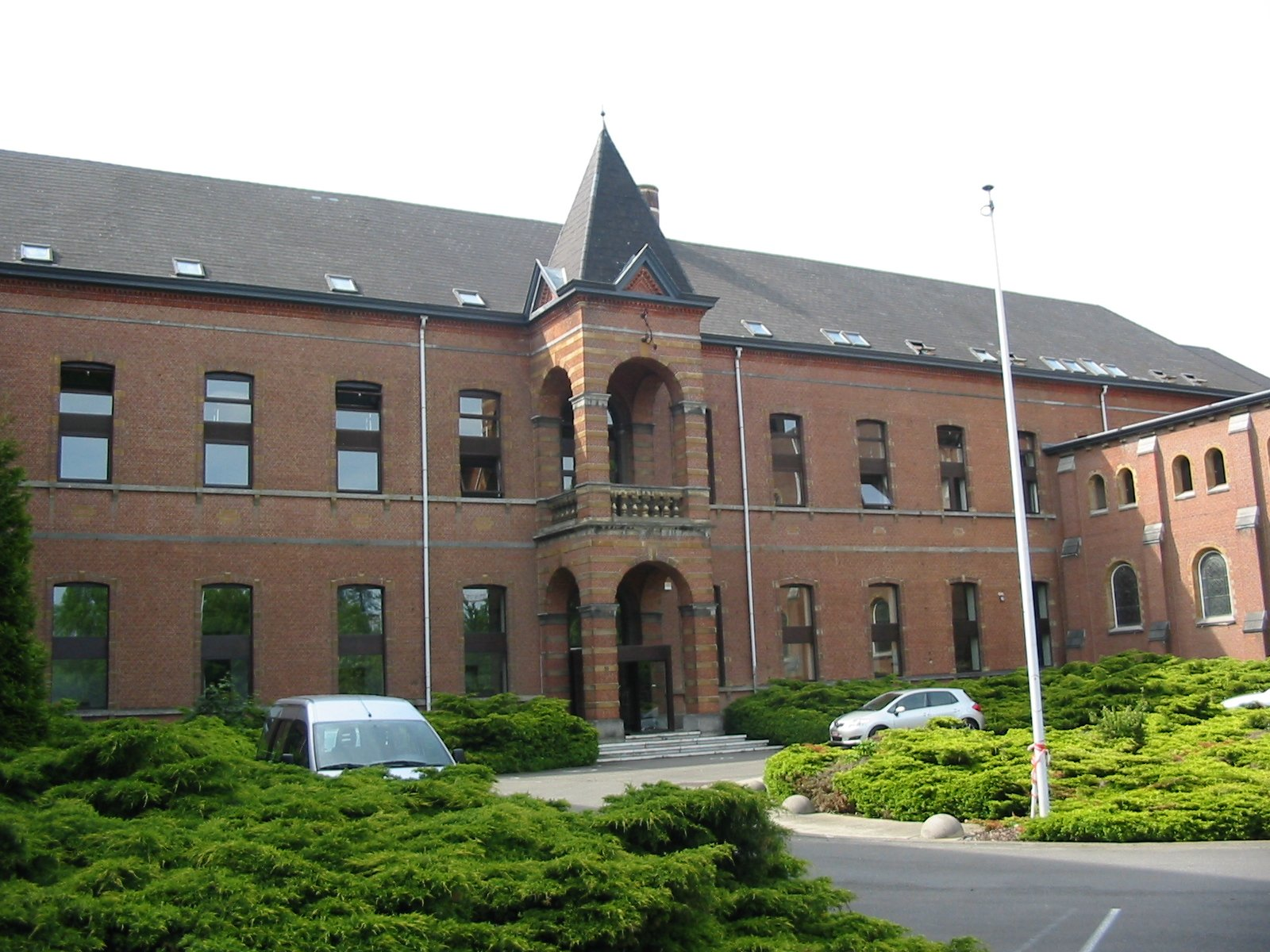
レメンス音楽院

レメンス音楽院（オランダ語: Lemmensinstituut）は、ベルギーのルーヴェンに位置する音楽院。作曲家のジャック＝ニコラ・レメンスにちなんで命名された。
音楽院の創設は1879年である。音楽院はヨーロッパでも最良の音楽療法課程を設置していることで名高く、また音楽指導者課程もよく知られている。この音楽院はその歴史の中で著名な作曲家を世に送り出しており、卒業生にはヤン・ヴァン・デル・ローストやピート・スウェルツらがいる。さらに、音楽教育だけでなく演劇指導者課程も設置されている。
音楽科の学科長は歴代以下の通りである。
- 1879年–1881年: ジャック＝ニコラ・レメンス
- 1881年–1909年: エドガー・ティネル
- 1909年–1917年: Aloys Desmet
- 1918年–1952年: ジュール・ヴァン・ヌッフェル
- 1953年–1962年: Jules Vyverman
- 1962年–1988年: Jozef Joris
- 1988年–2005年: Paul Schollaert
- 2005年- : Marc Erkens